# Fourques (Gard)
Fourques é uma comuna francesa na região administrativa de Occitânia, no departamento de Gard. Estende-se por uma área de 38,24 km². Em 2010 a comuna tinha 2 900 habitantes (densidade: 75,8 hab./km²).